# 挤出效应
，又名排挤效应，或者具体地说是政府擴張性财政政策的挤出效应。
社会财富的总量是一定的，政府这边占用的资金过多，会使私人部门可占用资金减少，经济学将这种情况，称为财政的“挤出效应”：政府通过向公众（企业、居民）和商业银行借款来实行擴張性的财政政策，引起利率上升和借贷资金需求上升的竞争，导致民间部门（或非政府部门）支出减少，从而使财政支出的扩张部分或全部被抵消。民间支出的减少主要是民间投资的减少，但也有消费支出和净出口的减少（F·S·米什金，1998，P544）。

## 发生机制
对挤出效应的发生机制有两种解释。
一种解释是：财政支出扩张引起利率上升，利率上升抑制民间支出，特别是抑制民间投资。
另一种解释是：政府向公众借款引起政府和民间部门在借贷资金需求上的竞争，减少了对民间部门的资金供应。

## 分类
- 完全挤出效应：政府增加支出对国民收入产生的扩张效应，完全被引起的私人支出的减少所产生的国民收入收缩抵消。
- 不完全挤出效应：政府增加支出产生的效应，只是部分地被引起的私人支出减少抵消。

一般认为，在充分就业下，政府增加支出，产生完全挤出效应；由于有效需求不足，政府购买增加导致国民收入增加，不会完全被产生的私人消费、投资和净出口的减少，导致的国民收入的减少完全抵消。